# Jesse Schotman
Jesse Schotman ('s-Hertogenbosch, 26 april 1984) was een Nederlandse prof voetballer, en tevens mede oprichter van WijMobiel. 
Schotman begon zijn profcarrière in 2003 bij Go Ahead Eagles in Deventer. Na vijf seizoenen stapte hij over naar FC Emmen, waar hij een contract voor een jaar tekende. In 2009 kreeg hij geen nieuwe verbintenis aangeboden, waarna hij zich aansloot bij de top amateurvereniging Haaglandia in Rijswijk. Met Haaglandia promoveerde Schotman in mei 2010 naar de Topklasse. In maart 2012 maakte Schotman bekend vanaf de zomer voor ASWH te gaan voetballen. Een jaar later vertrok hij naar Spijkenisse. Na zijn vertrek bij Spijkenisse vertrok hij naar XerxesDZB, maar hij besloot daar zonder een enkel duel gespeeld te hebben zijn carrière te beëindigen.
Schotman speelt doorgaans als rechtermiddenvelder of -verdediger.
Seizoenen in het topvoetbal:
| Club            | Seizoen   | Wedstrijden | Goals |
| --------------- | --------- | ----------- | ----- |
| Go Ahead Eagles | 2003/2004 | 14          | 1     |
| Go Ahead Eagles | 2004/2005 | 10          | 1     |
| Go Ahead Eagles | 2005/2006 | 19          | 3     |
| Go Ahead Eagles | 2006/2007 | 28          | 0     |
| Go Ahead Eagles | 2007/2008 | 35          | 0     |
| FC Emmen        | 2008/2009 | 23          | 2     |
| Haaglandia      | 2009/2010 | 25          | 2     |